# Окуневы
О́куневы — русский дворянский род.
Начало рода восходит к первой половине XVI века. Андрей Прокофьевич Окунев воевода в Опочке (1627-1628). в Бежецком-Верхе (1637), в Твери (1637-1638).
Родоначальник — Гавриил Афанасьевич Окунев (1699—1781) — известный в своё время кораблестроитель.
Род внесён в VI часть родословных книг Новгородской, Петроградской, Псковской и Тверской губерний.

## Описание герба
Щит разделён горизонтально на две части, из которых в верхней части, в голубом поле, изображён над серебряной Луной, обращённую рогами вверх, золотой Крест (польский герб Шелига) и под ним Глаз. В нижней части, в красном поле, видны выходящие из облаков две Руки, облачённых в серебряные латы, держащих крестообразно серебряную Сабля и Стрелу (польский герб Малая Погоня).
Щит увенчан обыкновенным дворянским шлемом с дворянской на нём Короной и тремя страусовыми перьями. Намёт на щите голубой и красный, подложенный золотом и серебром. Герб внесён в Часть 2 Общего гербовника дворянских родов Всероссийской империи, стр. 77.

## Известные представители рода
- Гавриил Афанасьевич Окунев (1699—1781) — основатель рода. Генерал-майор. Известный кораблестроитель. В 1746 возглавил всё судостроение на Балтике. В 1747 сарваер флота. С 1763 в отставке с пожалованеим в генерал-майоры.
- Александр Гаврилович Окунев (1730—1806) (сын Гавриила Афанасьевича). При царствовании Екатерины II и Павла I архитектор и смотритель Петергофских дворцов и садов.
- Николай Александрович Окунев (1788—1850; сын Александра Гавриловича) — попечитель варшавского учебного округа. Участник войны 1812 и заграничных походов. Генерал-лейтенант (1843)[4].
- Григорий Николаевич Окунев(1823—1883) (сын Николая Александровича) — в 1875—1883 чрезвычайный посланник и полномочный министр в Швеции, в Стокгольме. Тайный советник и дипломат.
- Гавриил Семёнович Окунев (1785—1843). Генерал-майор. Участник войны 1812 и заграничных походов. В отставке с 1840 .
- Михаил Михайлович Окунев (1810—1873). В 1849—1850 возглавлял судостроение в Николаевском порту. В 1851—1853 организовывал железное судостроение на Волге. В 1860 старший судостроитель Кронштадтского, в 1868 Санкт-Петербургского портов.